# Magyarország az 1987-es úszó-Európa-bajnokságon
Magyarország a Strasbourgban megrendezett 1987-es úszó-Európa-bajnokság egyik részt vevő nemzete volt.

## Versenyzők száma
| Sportág, szakág | Magyar résztvevő | Magyar résztvevő | Magyar résztvevő |
| Sportág, szakág | Férfi            | Nő               | Össz.            |
| Úszás           | 7                | 2                | 9                |
| Műugrás         | 0                | 2                | 2                |
| Vízilabda       | 15               | 13               | 28               |
| Összesen        | 22               | 17               | 39               |

## Érmesek
| Érem  | Versenyző | Versenyszám | Versenyszám        | Dátum         |
| ----- | --- | ----------- | ------------------ | ------------- |
| Arany | Darnyi Tamás | úszás       | Férfi 400 m vegyes | augusztus 19. |
| Arany | Szabó József | úszás       | Férfi 200 m mell   | augusztus 21. |
| Arany | Darnyi Tamás | úszás       | Férfi 200 m vegyes | augusztus 23. |
| Ezüst | Szabó József | úszás       | Férfi 400 m vegyes | augusztus 19. |
| Ezüst | Dancsa Katalin Dénes Andrea Eke Andrea Ernst Ágnes Gallov Gabriella Huff Zsuzsanna Justin Viktória Kertész Zsuzsa Kiss Dorottya Kókai Ildikó Rafael Irén Szalkay Orsolya Vincze Edit | vízilabda   | Női vízilabda      | augusztus 23. |
| Bronz | Csabai Judit | úszás       | Női 800 m gyors    | augusztus 22. |

## Úszás
Férfi
| Versenyző       | Versenyszám  | Előfutam | Előfutam | Előfutam | Döntő   | Döntő    |
| Versenyző       | Versenyszám  | Idő      | Hely.    | Össz.    | Idő     | Helyezés |
| --------------- | ------------ | -------- | -------- | -------- | ------- | -------- |
| Darnyi Tamás    | 200 m hát    | 2:07,96  |          | 20.      | kiesett | kiesett  |
| Darnyi Tamás    | 200 m vegyes | 2:03,13  |          |          | 2:00,56 |          |
| Darnyi Tamás    | 400 m vegyes | 4:18,33  |          |          | 4:15,42 |          |
| Deutsch Tamás   | 100 m hát    | 58,29    |          |          | 57,93   | 10.      |
| Deutsch Tamás   | 200 m hát    | 2:03,36  |          |          | 2:03,18 | 5.       |
| Güttler Károly  | 100 m mell   | 1:03,91  |          | 7.       | 1:03,22 | 4.       |
| Kalaus Valter   | 400 m gyors  | 3:53,22  |          |          | 3:56,00 | 7.       |
| Szabó Péter     | 100 m mell   | 1:06,31  |          | 21.      | kiesett | kiesett  |
| Szabó Péter     | 200 m mell   | 2:18,56  |          |          | 2:16,82 | 5.       |
| Szabó József    | 200 m mell   | 2:15,76  |          |          | 2:13,87 |          |
| Szabó József    | 200 m vegyes | 2:04,92  |          |          | 2:03,49 | 4.       |
| Szabó József    | 400 m vegyes | 4:22,39  |          |          | 4:18,30 |          |
| Szilágyi Zoltán | 200 m gyors  | 1:54,77  |          | 19.      | kiesett | kiesett  |
| Szilágyi Zoltán | 400 m gyors  | 3:53,10  |          |          | 3:54,37 | 6.       |

Női
| Versenyző           | Versenyszám | Előfutam | Előfutam | Előfutam | Döntő   | Döntő    |
| Versenyző           | Versenyszám | Idő      | Hely.    | Össz.    | Idő     | Helyezés |
| ------------------- | ----------- | -------- | -------- | -------- | ------- | -------- |
| Csabai Judit        | 400 m gyors | 4:17,95  |          |          | 4:14,71 | 10.      |
| Csabai Judit        | 800 m gyors | 8:43,37  |          | 7.       | 8:37,71 |          |
| Egerszegi Krisztina | 100 m hát   | 1:03,67  |          |          | 1:02,92 | 5.       |
| Egerszegi Krisztina | 200 m hát   | 2:14,72  |          |          | 2:13,46 | 4.       |

## Műugrás
Női
| Versenyző      | Versenyszám | Selejtező | Selejtező | Döntő  | Döntő    |
| Versenyző      | Versenyszám | Pont      | Helyezés  | Pont   | Helyezés |
| -------------- | ----------- | --------- | --------- | ------ | -------- |
| Haász Katalin  | műugrás     | 430,65    | 10.       | 381,60 | 12.      |
| Kelemen Ildikó | toronyugrás |           |           | 347,61 | 10.      |

## Vízilabda

### Férfi
A magyar férfi vízilabda-válogatott kerete:
| Magyar nemzeti férfi vízilabdacsapat-játékoskeret | Magyar nemzeti férfi vízilabdacsapat-játékoskeret | Magyar nemzeti férfi vízilabdacsapat-játékoskeret | Magyar nemzeti férfi vízilabdacsapat-játékoskeret | Magyar nemzeti férfi vízilabdacsapat-játékoskeret |
| #                                                 | Név                                               | Poszt                                             | Kor (1987. augusztus 16. szerint)                 | Klub                                              |
| ------------------------------------------------- | ------------------------------------------------- | ------------------------------------------------- | ------------------------------------------------- | ------------------------------------------------- |
|                                                   | Bujka Gábor                                       | M                                                 | 1961. április 18. (26 évesen)                     | Tatabányai Bányász                                |
|                                                   | Gyöngyösi András                                  | M                                                 | 1968. január 23. (19 évesen)                      | Ferencváros                                       |
|                                                   | Keszthelyi Tibor                                  | M                                                 | 1960. január 19. (27 évesen)                      | Tungsram SC                                       |
|                                                   | Kósz Zoltán                                       | K                                                 | 1967. november 26. (19 évesen)                    | Vasas SC                                          |
|                                                   | Kuna Péter                                        | K                                                 | 1965. július 27. (22 évesen)                      | Tungsram SC                                       |
|                                                   | Mészáros Csaba                                    | M                                                 | 1964. augusztus 14. (23 évesen)                   | Vasas SC                                          |
|                                                   | Mohi Zoltán                                       | M                                                 | 1967. május 6. (20 évesen)                        | Szolnok                                           |
|                                                   | Petőváry Zsolt                                    | M                                                 | 1963. március 15. (24 évesen)                     | Vasas SC                                          |
|                                                   | Pintér István                                     | M                                                 | 1961. augusztus 21. (25 évesen)                   | Szolnok                                           |
|                                                   | Schmiedt Gábor                                    | M                                                 | 1962. január 25. (25 évesen)                      | Tungsram SC                                       |
|                                                   | Sprok Tibor                                       | M                                                 | 1967. október 17. (19 évesen)                     | BVSC                                              |
|                                                   | Tóth Imre                                         | M                                                 | 1963. november 3. (23 évesen)                     | Bp. Spartacus                                     |
|                                                   | Tóth László                                       | M                                                 | 1967. 0. (20 évesen)                              | Tatabányai Bányász                                |
|                                                   | Vincze Balázs                                     | M                                                 | 1967. január 27. (20 évesen)                      | Újpesti Dózsa                                     |
|                                                   | Zantleitner Tamás                                 | M                                                 | 1968. január 21. (19 évesen)                      | Tatabányai Bányász                                |
| Szövetségi kapitány: Kásás Zoltán                 |                                                   |                                                   |                                                   |                                                   |

| Helyezés | Csapat        | M | Gy | D | V | G+ | G– | Gk  | P  |
| -------- | ------------- | - | -- | - | - | -- | -- | --- | -- |
| Arany    | Szovjetunió   | 7 | 6  | 1 | 0 | 82 | 58 | +24 | 13 |
| Ezüst    | Jugoszlávia   | 7 | 5  | 2 | 0 | 68 | 46 | +22 | 12 |
| Bronz    | Olaszország   | 7 | 5  | 1 | 1 | 63 | 52 | +11 | 11 |
| 4.       | NSZK          | 7 | 4  | 0 | 3 | 70 | 60 | +10 | 8  |
| 5.       | Magyarország  | 7 | 3  | 0 | 4 | 60 | 65 | –5  | 6  |
| 6.       | Spanyolország | 7 | 2  | 0 | 5 | 53 | 60 | –7  | 4  |
| 7.       | Románia       | 7 | 1  | 0 | 6 | 50 | 70 | –20 | 2  |
| 8.       | Bulgária      | 7 | 0  | 0 | 7 | 31 | 66 | –35 | 0  |

| 1987. augusztus 16. | Jugoszlávia                                             | 9–7               | Magyarország                                | Játékvezetők: Donici (spanyol) Indrelid (norvég) |
| 1987. augusztus 16. | (1–2, 4–2, 1–2, 3–1)                                    |                   |                                             | Játékvezetők: Donici (spanyol) Indrelid (norvég) |
| 1987. augusztus 16. | Milanović, Vičević, Bukić 2–2 Đuho, Andrić, Gočanin 1–1 |                   | Keszthelyi 4 Schmiedt, Gyöngyösi, Sprok 1–1 | Játékvezetők: Donici (spanyol) Indrelid (norvég) |
| 1987. augusztus 16. | 11/6                                                    | Gól / emberelőny  | 6/3                                         | Játékvezetők: Donici (spanyol) Indrelid (norvég) |
| 1987. augusztus 16. | 0                                                       | Gól / négyméteres | 1/1                                         | Játékvezetők: Donici (spanyol) Indrelid (norvég) |

| 1987. augusztus 17. | Magyarország                     | 7–5               | Spanyolország                | Játékvezetők: Lalov (bolgár) Demey (francia) |
| 1987. augusztus 17. | (2–1, 0–1, 2–2, 3–1)             |                   |                              | Játékvezetők: Lalov (bolgár) Demey (francia) |
| 1987. augusztus 17. | Tóth I. 5 Petőváry, Schmiedt 1–1 |                   | Estiarte 3 Garcia, Gomez 1–1 | Játékvezetők: Lalov (bolgár) Demey (francia) |
| 1987. augusztus 17. | 3/0                              | Gól / emberelőny  | 9/3                          | Játékvezetők: Lalov (bolgár) Demey (francia) |
| 1987. augusztus 17. | 0                                | Gól / négyméteres | 1/1                          | Játékvezetők: Lalov (bolgár) Demey (francia) |

| 1987. augusztus 18. | Olaszország                                            | 11–9 | Magyarország                                      | Játékvezetők: Papazian (francia) van Dorn (holland) |
| 1987. augusztus 18. | (3–2, 3–3, 2–3, 3–1)                                   |      |                                                   | Játékvezetők: Papazian (francia) van Dorn (holland) |
| 1987. augusztus 18. | Porzio 4 Misaggi 2 Fiorillo, D'Altrui, Postiglione 1–1 |      | Tóth I. 4 Petőváry, Pintér 2–2 Schmiedt, Mohi 1–1 | Játékvezetők: Papazian (francia) van Dorn (holland) |

| 1987. augusztus 19. | NSZK                                         | 10–8              | Magyarország                                     | Játékvezetők: Indrelid (norvég) van Dorn (holland) |
| 1987. augusztus 19. | (2–3, 5–3, 1–1, 2–1)                         |                   |                                                  | Játékvezetők: Indrelid (norvég) van Dorn (holland) |
| 1987. augusztus 19. | Ehrl, Stamm 3–3 Otto 2 Fernández, Jacoby 1–1 |                   | Mészáros 3 Mohi 2 Keszthelyi, Bujka, Tóth I. 1–1 | Játékvezetők: Indrelid (norvég) van Dorn (holland) |
| 1987. augusztus 19. | 10/5                                         | Gól / emberelőny  | 8/2                                              | Játékvezetők: Indrelid (norvég) van Dorn (holland) |
| 1987. augusztus 19. | 1/1                                          | Gól / négyméteres | 0                                                | Játékvezetők: Indrelid (norvég) van Dorn (holland) |

| 1987. augusztus 21. | Magyarország                                         | 12–10             | Románia                                                    | Játékvezetők: Paggi (olasz) Schuermann (NSZK) |
| 1987. augusztus 21. | (3–2, 3–3, 3–3, 3–2)                                 |                   |                                                            | Játékvezetők: Paggi (olasz) Schuermann (NSZK) |
| 1987. augusztus 21. | Tóth I. 4 Mészáros, Keszthelyi3–3 Schmiedt, Mohi 1–1 |                   | Gordan, Raducanu, Costres, Ionescu 2–2 Molceanu, Fejér 1–1 | Játékvezetők: Paggi (olasz) Schuermann (NSZK) |
| 1987. augusztus 21. | 7/5                                                  | Gól / emberelőny  | 9/7                                                        | Játékvezetők: Paggi (olasz) Schuermann (NSZK) |
| 1987. augusztus 21. | 1/1                                                  | Gól / négyméteres | 0                                                          | Játékvezetők: Paggi (olasz) Schuermann (NSZK) |

| 1987. augusztus 22. | Szovjetunió                                                                                      | 15–11             | Magyarország                                                          | Játékvezetők: Fjarstadt (svéd) Hantal (török) |
| 1987. augusztus 22. | (2–1, 4–4, 6–0, 3–6)                                                                             |                   |                                                                       | Játékvezetők: Fjarstadt (svéd) Hantal (török) |
| 1987. augusztus 22. | Apanaszenko 4 Svedov, Msvenieradze, Naumov 2–2 Volkov, Markocs, Makszimov, Kotyenko, Kolotov 1–1 |                   | Petőváry 4 Tóth L. 2 Zantleitner, Bujka, Vincze, Tóth I.,Mészáros 1–1 | Játékvezetők: Fjarstadt (svéd) Hantal (török) |
| 1987. augusztus 22. | 9/9                                                                                              | Gól / emberelőny  | 10/6                                                                  | Játékvezetők: Fjarstadt (svéd) Hantal (török) |
| 1987. augusztus 22. | 1/1                                                                                              | Gól / négyméteres | 1/1                                                                   | Játékvezetők: Fjarstadt (svéd) Hantal (török) |

| 1987. augusztus 23. | Magyarország                                    | 7–5               | Bulgária                               | Játékvezetők: Lüdecke (NSZK) Maggio (olasz) |
| 1987. augusztus 23. | (2–1, 2–3, 1–1, 2–0)                            |                   |                                        | Játékvezetők: Lüdecke (NSZK) Maggio (olasz) |
| 1987. augusztus 23. | Tóth I. 3 Mészáros 2 Gyöngyösi, Zantleitner 1–1 |                   | Zanev 2 Nanov, Georgijev, Boriszov 1–1 | Játékvezetők: Lüdecke (NSZK) Maggio (olasz) |
| 1987. augusztus 23. | 9/3                                             | Gól / emberelőny  | 10/4                                   | Játékvezetők: Lüdecke (NSZK) Maggio (olasz) |
| 1987. augusztus 23. | 1/1                                             | Gól / négyméteres | 0                                      | Játékvezetők: Lüdecke (NSZK) Maggio (olasz) |

| Csapat       | Helyezés |
| ------------ | -------- |
| Magyarország | 5.       |

### Női
A magyar női vízilabda-válogatott kerete:
| Magyar nemzeti női vízilabdacsapat-játékoskeret | Magyar nemzeti női vízilabdacsapat-játékoskeret | Magyar nemzeti női vízilabdacsapat-játékoskeret | Magyar nemzeti női vízilabdacsapat-játékoskeret | Magyar nemzeti női vízilabdacsapat-játékoskeret |
| #                                               | Név                                             | Poszt                                           | Kor (1987. augusztus 16. szerint)               | Klub                                            |
| ----------------------------------------------- | ----------------------------------------------- | ----------------------------------------------- | ----------------------------------------------- | ----------------------------------------------- |
|                                                 | Dancsa Katalin                                  | M                                               | 1963. december 20. (23 évesen)                  | Vasas SC                                        |
|                                                 | Dénes Andrea                                    | M                                               | 1967. 0. (20 évesen)                            | BVSC                                            |
|                                                 | Eke Andrea                                      | M                                               | 1968. március 19. (19 évesen)                   | Szentes                                         |
|                                                 | Ernst Ágnes                                     | M                                               | 1957. október 20. (29 évesen)                   | Vasas SC                                        |
|                                                 | Gallov Gabriella                                | M                                               | 1963. 0. (24 évesen)                            | Vasas SC                                        |
|                                                 | Huff Zsuzsanna                                  | K                                               | 1964. május 25. (23 évesen)                     | Szentes                                         |
|                                                 | Justin Viktória                                 | M                                               | 1959. május 19. (28 évesen)                     | Szentes                                         |
|                                                 | Kertész Zsuzsa                                  | M                                               | 1965. december 28. (21 évesen)                  | BVSC                                            |
|                                                 | Kiss Dorottya                                   | M                                               | 1968. 0. (19 évesen)                            | Vasas SC                                        |
|                                                 | Kókai Ildikó                                    | M                                               | 1963. december 17. (23 évesen)                  | BVSC                                            |
|                                                 | Rafael Irén                                     | M                                               | 1966. október 11. (20 évesen)                   | BVSC                                            |
|                                                 | Szalkai Orsolya                                 | K                                               | 1968. augusztus 19. (18 évesen)                 | BVSC                                            |
|                                                 | Vincze Edit                                     | M                                               | 1965. október 1. (21 évesen)                    | Szentes                                         |
| Szövetségi kapitány: Konrád János               |                                                 |                                                 |                                                 |                                                 |

| Helyezés | Csapat         | M | Gy | D | V | P  |
| -------- | -------------- | - | -- | - | - | -- |
| Arany    | Hollandia      | 6 | 6  | 0 | 0 | 12 |
| Ezüst    | Magyarország   | 6 | 5  | 0 | 1 | 10 |
| Bronz    | Franciaország  | 6 | 4  | 0 | 2 | 8  |
| 4.       | NSZK           | 6 | 3  | 0 | 3 | 6  |
| 5.       | Norvégia       | 6 | 2  | 0 | 4 | 4  |
| 6.       | Belgium        | 6 | 1  | 0 | 5 | 2  |
| 7.       | Nagy-Britannia | 6 | 0  | 0 | 6 | 0  |

| 1987. augusztus 16. | Magyarország                                        | 16–5 | NSZK                              | Játékvezetők: Eszija (szovjet) Maggio (olasz) |
| 1987. augusztus 16. | (6–2, 5–0, 1–1, 4–2)                                |      |                                   | Játékvezetők: Eszija (szovjet) Maggio (olasz) |
| 1987. augusztus 16. | Dancsa, Kertész 4–4 Eke 3 Ernst, Vincze 2–2 Kókai 1 |      | Florschütz 3 Kleme, von Vergt 1–1 | Játékvezetők: Eszija (szovjet) Maggio (olasz) |

| 1987. augusztus 17. | Magyarország                               | 12–3 | Nagy-Britannia  | Játékvezetők: Papazian (francia) Geli (spanyol) |
| 1987. augusztus 17. | (4–0, 3–0, 4–1, 1–2)                       |      |                 | Játékvezetők: Papazian (francia) Geli (spanyol) |
| 1987. augusztus 17. | Kertész 5 Eke 3 Dancsa 2 Kókai, Rafael 1–1 |      | Jones 2 Mipps 1 | Játékvezetők: Papazian (francia) Geli (spanyol) |

| 1987. augusztus 18. | Magyarország                                      | 20–7 | Belgium                 | Játékvezetők: Rosmann (osztrák) Panagalosz (görög) |
| 1987. augusztus 18. | (6–1, 4–1, 5–3, 5–2)                              |      |                         | Játékvezetők: Rosmann (osztrák) Panagalosz (görög) |
| 1987. augusztus 18. | Dancsa 5 Eke, Kókai 4–4 Kertész, Eke 3–3 Vincze 1 |      | Samyn, Lamon 3–3 Beck 1 | Játékvezetők: Rosmann (osztrák) Panagalosz (görög) |

| 1987. augusztus 20. | Magyarország                                     | 14–9              | Norvégia                             | Játékvezetők: Hargreaves (angol) Ucauzu (török) |
| 1987. augusztus 20. | (2–3, 4–2, 3–1, 5–3)                             |                   |                                      | Játékvezetők: Hargreaves (angol) Ucauzu (török) |
| 1987. augusztus 20. | Eke 5 Rafael, Kertész 3–3 Ernst, Kókai, Kiss 1–1 |                   | Lökke 5 Hansen 2 Hakström, Hegre 1–1 | Játékvezetők: Hargreaves (angol) Ucauzu (török) |
| 1987. augusztus 20. | 5/2                                              | Gól / emberelőny  | 8/3                                  | Játékvezetők: Hargreaves (angol) Ucauzu (török) |
| 1987. augusztus 20. | 4/3                                              | Gól / négyméteres | 3/3                                  | Játékvezetők: Hargreaves (angol) Ucauzu (török) |

| 1987. augusztus 21. | Hollandia                                                      | 11–8              | Magyarország                        | Játékvezetők: Lüdecke (NSZK) Klaric (jugoszláv) |
| 1987. augusztus 21. | (4–4, 1–2, 3–1, 3–1)                                           |                   |                                     | Játékvezetők: Lüdecke (NSZK) Klaric (jugoszláv) |
| 1987. augusztus 21. | van de Heuvel 4 Libgrets 3 Kranenburg 2 Bibo, van der Veen 1–1 |                   | Dancsa, Kertész 3–3 Eke, rafael 1–1 | Játékvezetők: Lüdecke (NSZK) Klaric (jugoszláv) |
| 1987. augusztus 21. | 7/4                                                            | Gól / emberelőny  | 7/4                                 | Játékvezetők: Lüdecke (NSZK) Klaric (jugoszláv) |
| 1987. augusztus 21. | 1/1                                                            | Gól / négyméteres | 3/3                                 | Játékvezetők: Lüdecke (NSZK) Klaric (jugoszláv) |

| 1987. augusztus 23. | Magyarország                                      | 10–5             | Franciaország                                  | Játékvezetők: Elder (norvég) Hammerström (svéd) |
| 1987. augusztus 23. | (3–1, 4–1, 2–2, 1–1)                              |                  |                                                | Játékvezetők: Elder (norvég) Hammerström (svéd) |
| 1987. augusztus 23. | Dancsa, Eke 3–3 Rafael, Kókai, Kertész, Dénes 1–1 |                  | Filipo 2 Hamerdeille, Foutanilles, Barrere 1–1 | Játékvezetők: Elder (norvég) Hammerström (svéd) |
| 1987. augusztus 23. | 9/4                                               | Gól / emberelőny | 15/3                                           | Játékvezetők: Elder (norvég) Hammerström (svéd) |

| Csapat       | Helyezés |
| ------------ | -------- |
| Magyarország |          |